# Leixlip
Leixlip (Léim an Bhradáin en irlandais) est une ville à l'extrême nord-est du comté de Kildare, en république d'Irlande. Elle a une superficie de 11,47 km2.

## Histoire
Elle est située dans la banlieue de Dublin, au nord-est du comté.
Important centre industriel (industries technologiques de Intel et Hewlett-Packard), la ville, avec ses 15 504 habitants, compte beaucoup de banlieusards, travailleurs issus de Dublin, en raison de la proximité de la cité (17 km). Elle est située sur les fleuves Liffey, Rye et le Royal Canal, un canal entre le harbor (port) de Dublin et la Shannon.
La ville a été fondée par les Vikings. Elle est devenue importante au Moyen Âge quand les Normands ont construit un château sur les rives de la Liffey. En 1756, Arthur Guinness créa la première brasserie Guinness dans la rue principale. Intel y installa son usine en 1989 ; elle compte 4 500 employés aujourd'hui.
L'Aéroport de Weston (en) est construit en 1931 sur le territoire de la commune.

## Jumelage
- Bressuire (France) depuis 1996[4]
- Niles (États-Unis)[5]